# Zodiac Aerospace
Zodiac Aerospace é uma empresa aeronáutica francesa criada em 1896, que fornece sistemas e equipamentos para aeronaves. Foi absorvido em 2018 pela Safran e pelas várias entidades renomeadas e dissolvidas dentro do grupo. É especializada em sistemas de bordo de aeronaves, sistemas de segurança de aeronaves e acessórios de cabine. Possui cerca de 100 locais em todo o mundo e emprega cerca de 30.000 pessoas. .